# شهرستان ناپا (کالیفرنیا)
شهرستان ناپا شهرستانی واقع در شمال منطقه خلیج سانفرانسیسکو در شمال ایالت کالیفرنیا در آمریکا است. مطابق با سرشماری سال ۲۰۰۰ جمعیت این شهرستان معادل ۱۲۴٬۲۷۹ نفر است و بخشداری آن ناپا است. شهرستان ناپا یکی از شهرستان‌های اصلی کالیفرنیا است که در زمان به وجود آمدن ایالات در سال ۱۸۵۰ ساخته شده‌است. بخشی از قلمروی این شهرستان به شهرستان لیک واگذار شده‌است.
بخش‌های ناپا، سونوما، و یوبا در کنار یکدیگر قرار دارند.

## شراب ناپا
شهرستان ناپا تولیدکننده محصولات کشاورزی متنوعی است و امروزه به دلیل تولیدات شراب‌سازی آن شناخته‌شده است. ناپا از مشهورترین مناطق تولید شراب در ایالت متحده است. 
از اماکن پر بازدید منطقه ناپا، یک واحد تولیدی شراب است که در آن قسمتی از کاخ‌های تخت جمشید با مقیاسی حقیقی بنا گردیده‌اند.